# Artemisia oranensis
Artemisia oranensis là một loài thực vật có hoa trong họ Cúc. Loài này được (Debeaux) Filatova mô tả khoa học đầu tiên năm 1985.